# Phryxus caicus
Phryxus caicus är en fjärilsart som beskrevs av Pieter Cramer 1777. Phryxus caicus ingår i släktet Phryxus och familjen svärmare. Inga underarter finns listade i Catalogue of Life.